# Birchwood (Washburn County, Wisconsin)
Birchwood ist eine Gemeinde (mit dem Status „Village“) im Washburn County im US-amerikanischen Bundesstaat Wisconsin. Das U.S. Census Bureau ermittelte bei der Volkszählung 2020 eine Einwohnerzahl von 402.

## Geografie
Birchwood liegt im Nordwesten Wisconsins am südwestlichen Ufer des Birch Lake, der über den Red Cedar River und den Chippewa River zum Stromgebiet des Mississippi gehört. 
Die geografischen Koordinaten von Birchwood sind 45°39′59″ nördlicher Breite und 91°33′22″ westlicher Länge. Das Gemeindegebiet erstreckt sich über eine Fläche von 3,26 km², die sich auf 2,82 km² Land- und 0,44 km² Wasserfläche verteilen. Die Gemeinde Birchwood wird innerhalb des Washburn County von der Town of Birchwood umgeben, ohne dieser anzugehören. Im Osten grenzt das Gemeindegebiet an die Town of Edgewater des Sawyer County.
Die Nachbarorte von Birchwood sind Stone Lake (25,4 km nördlich), Exeland (27 km östlich), Rice Lake (29 km südwestlich), Haugen (21 km westsüdwestlich) und Sarona (25,5 km westnordwestlich).
Die nächstgelegenen größeren Städte sind Duluth am Oberen See in Minnesota (166 km nordnordwestlich), Wausau (236 km ostsüdöstlich), Green Bay am Michigansee (388 km in der gleichen Richtung), Wisconsins Hauptstadt Madison (405 km südsüdöstlich), Eau Claire (120 km südlich) und die Twin Cities (Minneapolis und Saint Paul) in Minnesota (182 km südwestlich).

## Verkehr
In Nordost-Südwest-Richtung führt der Wisconsin State Highway 48 als Hauptstraße durch Birchwood. Alle weiteren Straßen sind untergeordnete Landstraßen, teils unbefestigte Fahrwege sowie innerörtliche Verbindungsstraßen.
Parallel zum WIS 48 verläuft auf der Trasse einer ehemaligen Eisenbahnstrecke mit dem Tuscobia State Trail ein Rail Trail für Wanderer, Reiter und Radfahrer. Der Weg kann außerdem mit Quads benutzt werden. Im Winter kann der Wanderweg auch mit Langlaufski und Schneemobilen befahren werden.
Die nächsten Flughäfen sind der Duluth International Airport (175 km nordnordwestlich), der Chippewa Valley Regional Airport in Eau Claire (111 km südlich) und der Minneapolis-Saint Paul International Airport (196 km südwestlich).

## Bevölkerung
Nach der Volkszählung im Jahr 2010 lebten in Birchwood 442 Menschen in 200 Haushalten. Die Bevölkerungsdichte betrug 156,7 Einwohner pro Quadratkilometer. In den 200 Haushalten lebten statistisch je 2,21 Personen. 
Ethnisch betrachtet setzte sich die Bevölkerung zusammen aus 98,2 Prozent Weißen, 0,2 Prozent (eine Person) Afroamerikanern sowie 1,1 Prozent amerikanischen Ureinwohnern; 0,5 Prozent stammten von zwei oder mehr Ethnien ab. Unabhängig von der ethnischen Zugehörigkeit waren 1,1 Prozent der Bevölkerung spanischer oder lateinamerikanischer Abstammung. 
20,8 Prozent der Bevölkerung waren unter 18 Jahre alt, 57,9 Prozent waren zwischen 18 und 64 und 21,3 Prozent waren 65 Jahre oder älter. 51,6 Prozent der Bevölkerung waren weiblich.
Das mittlere jährliche Einkommen eines Haushalts lag bei 33.583 USD. Das Pro-Kopf-Einkommen betrug 19.120 USD. 7,2 Prozent der Einwohner lebten unterhalb der Armutsgrenze.